# Long Thượng
Long Thượng là một xã cũ thuộc huyện Cần Giuộc, tỉnh Long An, Việt Nam.
Theo Điều 1 Nghị quyết 1682/NQ-UBTVQH15 năm 2025 sắp xếp các đơn vị hành chính cấp xã của tỉnh Tây Ninh năm 2025 do Ủy ban Thường vụ Quốc hội ban hành quy định như sau: Sắp xếp toàn bộ diện tích tự nhiên, quy mô dân số của các xã Long Thượng, Phước Hậu và Phước Lý thành xã mới có tên gọi là xã Phước Lý.

## Địa lý
Xã Long Thượng nằm ở phía tây bắc huyện Cần Giuộc, có vị trí địa lý:
- Phía đông và phía bắc giáp Thành phố Hồ Chí Minh
- Phía tây giáp xã Phước Lý
- Phía nam giáp các xã Mỹ Lộc, Phước Hậu và huyện Cần Đước.

Xã có diện tích 7,96 km², dân số năm 1999 là 8.026 người, mật độ dân số đạt 1.008 người/km².

## Hành chính
Xã được chia thành 4 ấp: Long Hưng, Long Thới, Long Thạnh, Tân Điền.